# Carlos Cueva Tamariz
Carlos Cueva Tamariz (n. 5 de noviembre de 1898 - 8 de abril de 1991) fue un político, abogado y profesor universitario ecuatoriano.

## Infancia
Carlos Cueva nació el 5 de noviembre de 1898 en la ciudad de Cuenca, provincia de Azuay, como hijo de Agustín Cueva Muñoz y de su esposa, Domitila Tamariz Larrea. Su padre era periodista y político, llegando luego a trabajar en la Gobernación del Azuay y en la Municipalidad de Cuenca.
Cuando tenía apenas tres años de edad, toda la familia se mudó por motivos de trabajo a Milagro, donde Agustín Cueva trabajó como tenedor de libros.

## Educación
En 1904 la familia Cueva Tamariz regresó a Cuenca y Cueva fue inscrito en la escuela católica "San José de los HH.CC." Al terminar la primaria, asistió al "Colegio Seminario", pero este cerró sus puertas en 1912. En 1916 se graduó de bachiller en el colegio "Benigno Malo" después de haber estudiado un año becado en la Escuela de Agricultura y Ganadería de Córdoba.
Sus estudios superiores los realizó en la Universidad de Cuenca, de donde se graduó como Doctor en Jurisprudencia en 1922. Durante su época de estudiante presidió la primera Federación de Estudiantes Universitarios del Ecuador.

## Carrera profesional y política
Durante su carrera profesional, Carlos Cueva Tamariz alternó entre la vida política y docente. En 1917, aun siendo estudiante universitario, fue nombrado docente en la escuela primaria "Luis Cordero", trabajo que le era imprescindible dado que, huérfano de padre, tenía que velar por el bienestar de sus hermanos menores. 
Su carrera como político comenzó en 1920 con el cargo de concejal de su ciudad natal, dignidad que ocuparía varias veces en el futuro. Tan solo dos años después de graduado, se candidateó para Diputado por la provincia de Azuay y ganó. En 1925 fue elegido por segunda vez concejal de Cuenca. En el mismo año fue nombrado director de su antiguo colegio durante tres años, luego de los cuales asumió la Dirección de Estudios del Azuay hasta 1932. En 1928 se llamó a elecciones para crear una nueva constitución y Cueva Tamariz fue uno de los diputados que redactó la constitución de 1929.
En 1931 fue elegido por tercera vez Diputado y en 1932 cofundó el Partido Socialista Ecuatoriano. En ese año ocupó el cargo de Ministro del Interior hasta el cambio de gobierno, a quien rechazó el ofrecimiento de continuar en funciones. Sin embargo, aceptó presidir nuevamente la Dirección de Estudios del Azuay.
En 1935 retomó la labor docente, esta vez a nivel universitario en su alma mater, donde fue profesor de Historia del Derecho y de Derecho Laboral.
En 1938 fue elegido Diputado por cuarta vez donde, dada la oportunidad, rechazó ser elegido Presidente de la República por el Partido Socialista, entre otras cosas porque pensaba que un presidente socialista sería derrocado y daría nuevamente pie a un régimen dictatorial.
En 1943 abandonó el Partido Socialista y se afilió a Acción Democrática Ecuatoriana. 
Por quinta vez en su carrera política, fue elegido diputado en 1944 y como tal dirigió la redacción de la nueva constitución, presentada en 1945. La influencia de su trabajo como docente de Derecho Laboral lo llevó a redactar el artículo 148, que garantiza los derechos del trabajador. También en ese año fue designado Rector de la Universidad de Cuenca, cargo que ocuparía hasta 1966.
Como concejal de Cuenca, logró instalar en 1945 el cableado necesario para el funcionamiento del teléfono en esa ciudad y al año siguiente fundó la Casa de la Cultura Núcleo del Azuay, institución que dirigió hasta 1970.
En 1951 asumió por un año la dirección del Ministerio de Educación bajo el gobierno de Galo Plaza Lasso. 
En 1964 fue miembro de la delegación ecuatoriana en la Asamblea General de las Naciones Unidas. Dos años después, por su papel en defensa de la democracia, fue propuesto como presidente, cargo que a pesar de la insistencia y apoyo del después electo Clemente Yerovi, rechazó.
En 1966, en repetida ocasión, se candidateó para la Asamblea Constituyente y ganó. Un año más tarde asumió las funciones de Embajador del Ecuador ante las Naciones Unidas.
Por segunda vez fue designado en 1975 rector de la Universidad de Cuenca hasta que fue honrado con el título de Rector Honorario Vitalicio en 1979. En ese mismo año fue presidente de la comisión que reformó la constitución aprobada por él en 1945.

## Matrimonio y familia
En 1919 comenzó a cortejar a Rosa Esther Jaramillo Montesinos y finalmente en 1922 la pareja contrajo matrimonio en la ciudad de Cuenca y procreó un total de siete hijos: Mariano, Patricio, Juan, Cecilia, Alicia, Beatriz y María. Su hijo Juan fue diputado y Embajador del Ecuador en Francia y ante la Unesco. Su nieto Juan Martín Cueva, hijo de Juan, es un cineasta de documentales. Otro nieto, Fernando Cordero Cueva, hijo de Beatriz, fue Presidente de la Asamblea Nacional Constituyente de Ecuador de 2007 y alcalde de Cuenca en dos ocasiones.

## Curiosidades
- Tras su muerte, fue velado en tres sitios diferentes (Universidad de Cuenca, Casa de la Cultura Núcleo del Azuay y Municipalidad) debido al prestigio que tenía entre la ciudadanía.
- Formó parte de todas las asambleas constituyentes del Ecuador entre 1928 y 1967.
- En su testamento, donó su gran biblioteca a la Universidad de Cuenca.
- El teatro de la Universidad de Cuenca lleva su nombre.
- En su ciudad natal existe un monumento en su honor.
- Su hijo Juan, diplomático, fue también Embajador del Ecuador ante la Unesco.
- En Guayaquil, se localiza la calle Carlos Cueva Tamariz en Urdesa Central.
- En las provincias de Guayas y Azuay existe un colegio nombrado en su honor.
- En 1998, la Universidad de Cuenca publicó el libro A cien años de su nacimiento en su honor.
- También debido al centenario de su nacimiento, el Ecuador editó una estampilla postal con su retrato.
- Su abuela paterna, María de la Asunción Muñoz, fue hermana de Ana Muñoz, madre de  Hermano Miguel, por lo cual su padre fue primo hermano del Santo.
- Su sobrino fue Mons. Gabriel Diaz Cueva, Obispo de Guayaquil.

## Honores
- 1958: El Mejor ciudadano de Cuenca
- 1971: Medalla Fray Vicente Solano

## Publicaciones
- Ensayo (1936): Alrededor de la situación internacional
- Monografía (1954): Jurisprudencia ecuatoriana del trabajo
- Ensayo (1964): El Estado patrono
- Antología (1964): En torno a la Universidad